# Danssport

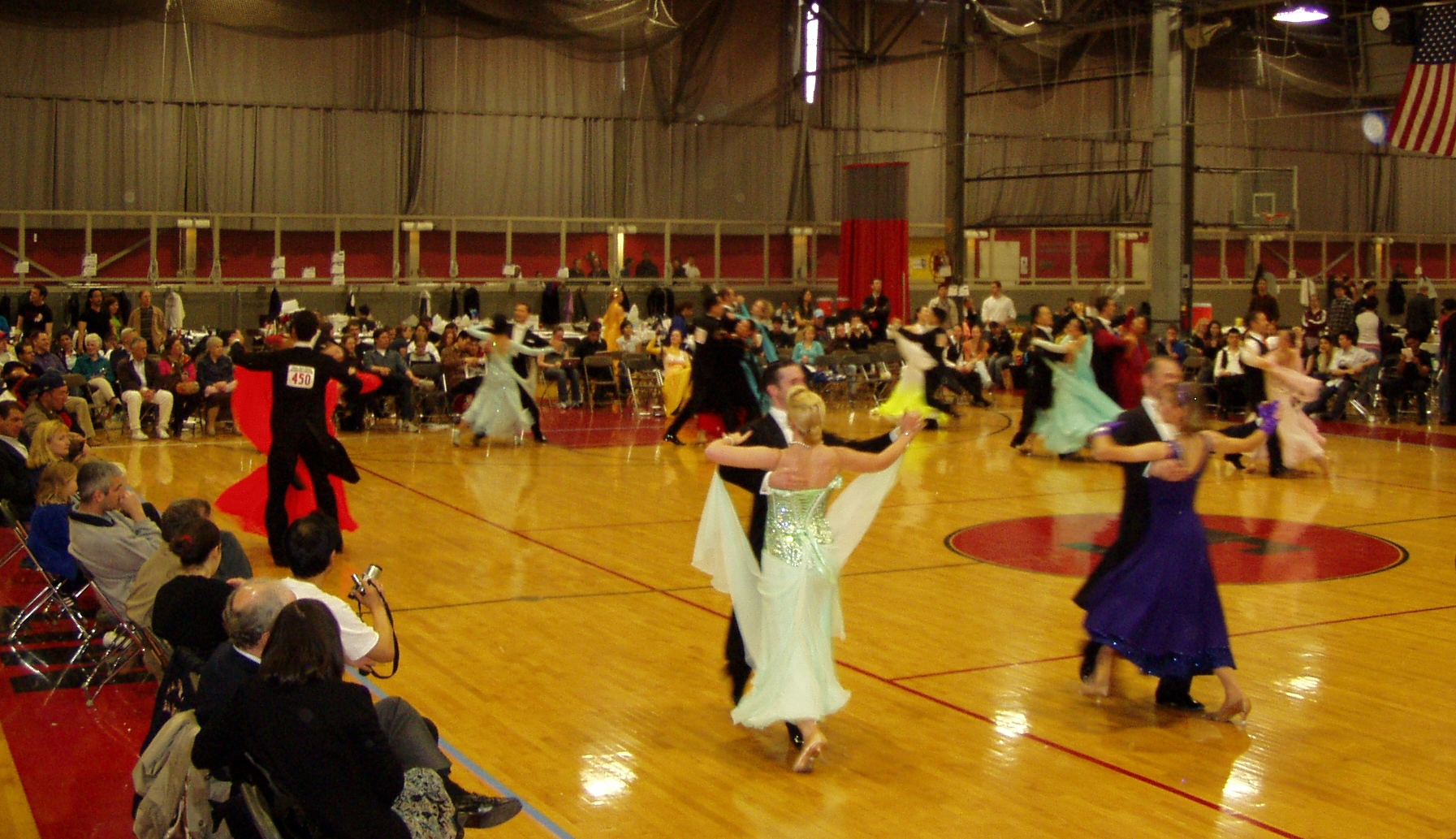
Studenter tävlar i standarddans på MIT.

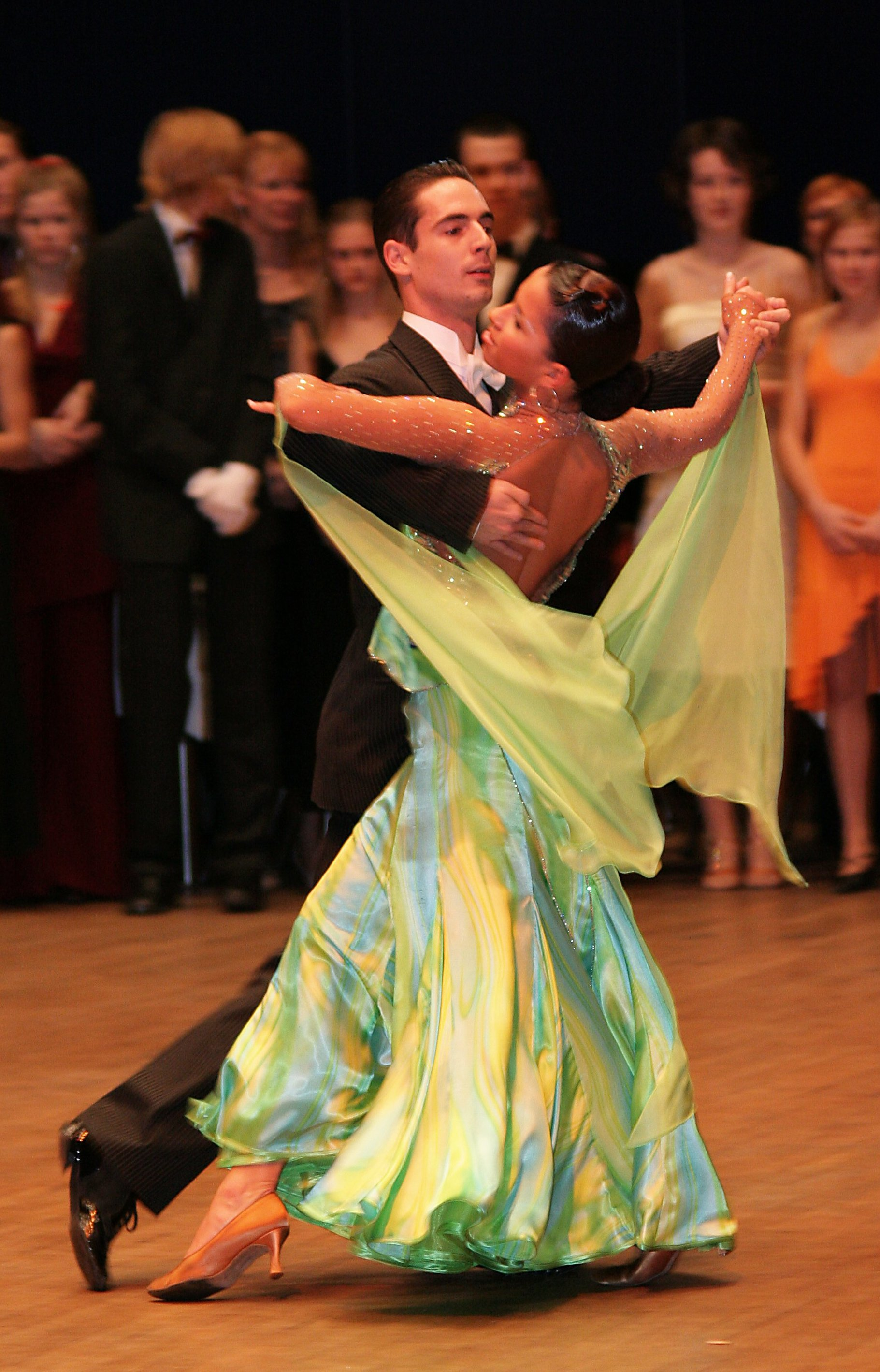
Ett danspar tävlande i standarddans.

Danssport, eller tävlingsdans, är en gren av dans med fokus på tävling i det estetiska utförandet snarare än sådant som det sociala umgänget, kultur, eller religion. Danssport har mycket gemensamt med traditionellt atletiska grenar i och med att god fysik med styrka, uthållighet och flexibilitet är viktiga egenskaper hos de tävlande. Tävlande inom dans har traditionsenligt högaktat respekt och artighet inför sina utmanare med sportsligt uppträdande.
Danssport i Sverige administreras av Svenska Danssportförbundet (DSF), som är medlem i Riksidrottsförbundet (RF), sedan 1977.
Den internationella olympiska kommittén (IOK) har officiellt sett danssport som en sportgren sedan 1997. Den internationella danssportfederationen World DanceSport Federation (WDSF) arbetar aktivt för att danssport ska bli en olympisk gren. IOK har däremot så här långt varit negativt inställda till detta, där det beslutet gäller till och med Olympiska sommarspelen 2012, då nästa chans att ompröva beslutet därefter finns.

## Dansformer
Danstävlande deltar ofta i ett antal dansgrenar. De totalt tio standard- och latinamerikanska dansformerna går ibland under samlingsnamnet tiodans.
Standarddans
Modern vals, slowfox, quickstep, tango, wienervals.
Latinamerikanska
Cha-cha-cha, jive, pasodoble, rumba, samba.
BRR-danser
BRR står för Bugg och rock'n'roll.
Boogie Woogie, Bugg, Dubbelbugg, Lindy Hop (Jitterbug), Rock'n'Roll, Formation och West Coast Swing.

Övrigt
Andra tävlingsdanser är konstnärlig dans, disco och street.